# Зв'язуючий

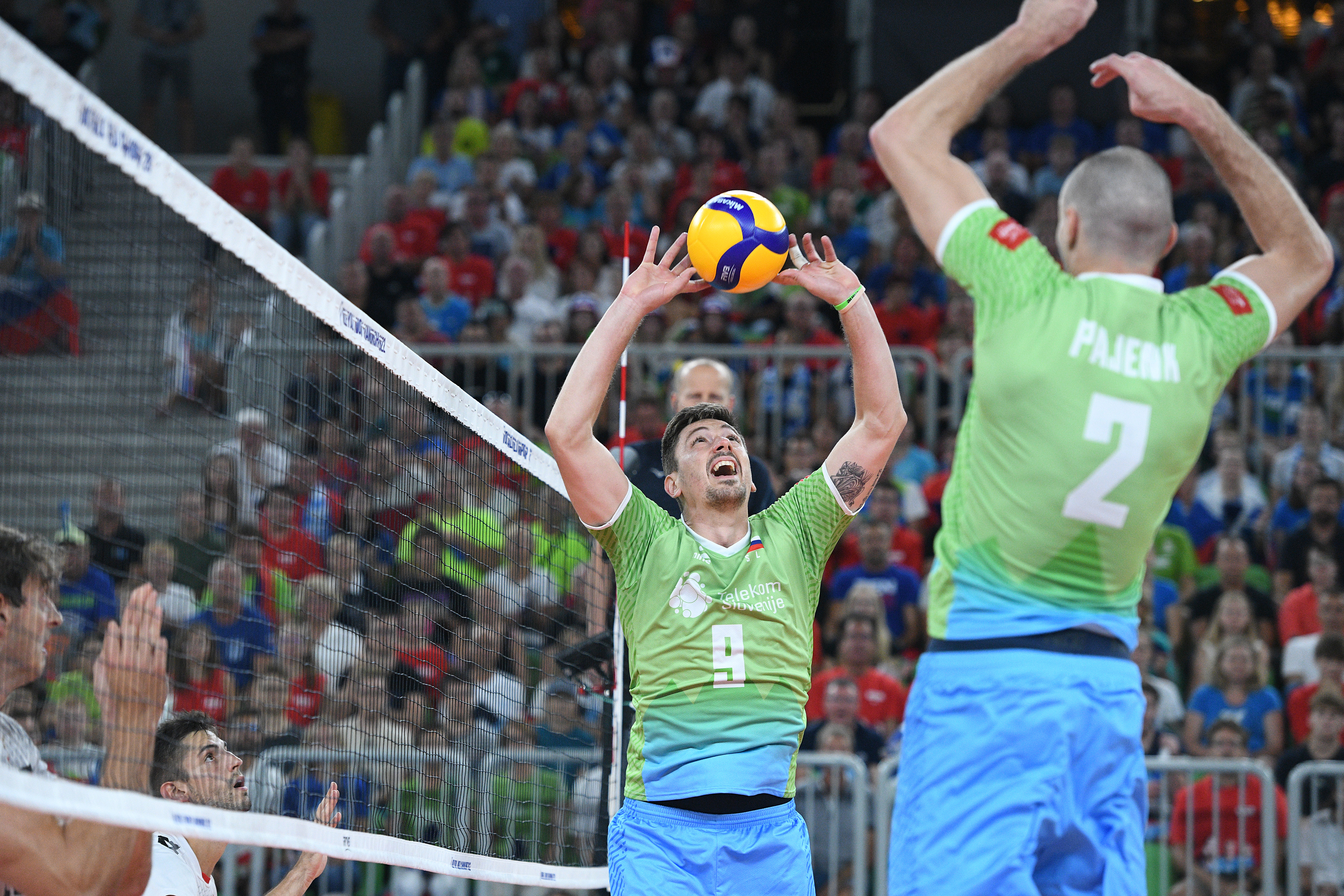

Зв'язуючий — позиція гравця у волейболі, мозок команди та її лідер. Це вільний захисник, який грає на задній лінії замість одного з партнерів.

## Функції
Головне завдання зв'язуючого - ініціювати атаку власної команди, передаючи м'яч нападаючому. Він також повинен виконувати основні завдання, такі як захист і подача. У командах вищого класу зв'язуючий може грати практично з будь-яким партнером по команді (крім ліберо). Він може передавати м'яч головному нападнику (зовні), середньому блоку або діагональному нападнику. Зв'язуючий також має можливість активно залучати до атаки гравців із заднього поля. Так звана «атака в тиловій зоні», зазвичай з позиції 1, дозволяє здійснити несподівану атаку ззаду. Для цього нападникам необхідно заскочити за триметрову зону.

## Головні якості
Зв'язуючий повинен брати до уваги багато конкретних аспектів, що визначаються ходом поточної гри.
- Шукати тактичну умову, в якій найсильніший нападаючий опиняється, пресингуючи на найслабшого блокуючого гравця команди суперника;
- Надавати перевагу підйомам, які виявилися найбільш ефективними під час тренувань;
- Наполягайте на тому ж типі підйому, якщо опонент не в змозі зупинити подальшу атаку (поки він не вживе адекватних контрзаходів), і, навпаки, систематично змінюйте тип підйому, якщо опонент демонструє певну легкість у відповіді;
- Намагатися проявляти фантазію у виборі різноманітних підйомів (за схемами, перевіреними на тренуваннях), бути непередбачуваним щодо блоку та захисту суперника;
- Якщо гравці протилежного блоку не мають хороших навичок руху, використовуйте всю ширину сітки, щоб змусити їх рухатися якомога більше;
- Використовуйте, у вирішальні моменти сету, «найхолодніших» і найрішучіших спайкерів вашої команди, а в грі частіше спайкерів з найкращими результатами;
- Намагатися підняти найбільшу кількість підвішених м'ячів, щоб ускладнити втручання блоку суперника;
- Не нехтувати атаками «другим дотиком», щоб змусити блок суперника утримувати позицію перед сетером до останнього моменту, затримуючи тим самим розміщення на шипах;
- Використовувати периферійний зір, щоб перевірити можливе раннє розміщення блоку суперника і, отже, уникати певних типів підйомів.

## Відомі гравці
- Сімоне Джаннеллі
- Драган Травиця
- Марцін Януш
- Бенжамен Тоньютті